# ヘルマン・ヴァインブーフ
ヘルマン・ヴァインブーフ（Hermann Weinbuch、1960年3月22日 - ）は、ドイツ、バイエルン州ベルヒテスガーデナー・ラント郡ビショフスヴィーゼン出身の元スキージャンプ選手、元ノルディック複合選手、指導者。1980年代に活躍した。

## プロフィール
1978年と1979年のノルディックスキージュニア世界選手権で個人戦金メダルを獲得、1982年ノルディックスキー世界選手権では団体戦4位となった。
1980年のレークプラシッドオリンピックでは複合とジャンプに出場、ノルディック複合個人16位、スキージャンプ90m級48位となった。
4年後の1984年サラエボオリンピックでは個人8位、同年の1984年ノルディックスキー世界選手権団体では5位となった。
1985年ノルディックスキー世界選手権では個人、団体の2冠、1987年ノルディックスキー世界選手権では個人戦銅メダル、団体戦では2連覇を達成した。1988年カルガリーオリンピックでは個人戦29位。
ノルディック複合・ワールドカップでは1985-1986シーズンに4勝をあげて総合優勝、1984-1985シーズンと1986-1987シーズンも総合2位となった。通算7勝（2位6回、3位2回）。ホルメンコーレン大会では1985年と1987年に優勝し、1987年にはホルメンコーレン・メダルを受章している（マッチ・ニッカネンが同時受章）。
現役引退後はドイツスキー連盟のコーチとなり、2006年からは複合ナショナルチーム監督を務めている。
父親のヘルムート・ヴァインブーフ(de:Helmut Weinbuch)はドイツスキー連盟の事務局長やスポーツディレクター、国際スキー連盟のノルディック複合責任者などを務めた。